# John Alden Mason
John Alden Mason (14 de enero de 1885 – 7 de noviembre de 1967) fue un antropólogo y lingüista estadounidense que trabajó especialmente en las lenguas indígenas de América.

## Biografía
Mason nació Orland (Indiana), aunque creció en el barrio de Germantown en Filadelfia. Se graduó en la Universidad de Pensilvania en 1907 y se doctoró por la Universidad de California en Berkeley en 1911.  Su tesis doctoral versó sobre un estudio etnográfico sobre los indios salineros de California. Además de ese trabajo en esa época realizó un cierto número de trabajos sobre las lenguas tepimanas de México, entre ellos dedicó trabajos al tepecano, el tepehuán y el Pima-pápago. También trabajó en la clasificación de las lenguas de América, dentro de la cual propuso la familia macro-yê.
Mason además fue encargado del Museo Arqueológico y de Antropología de la Universidad de Pensilvania de 1926 hasta su jubilación en 1958.
Sus artículos se guardan en la American Philosophical Society en Filadelfia.